# Clima de Costa Rica

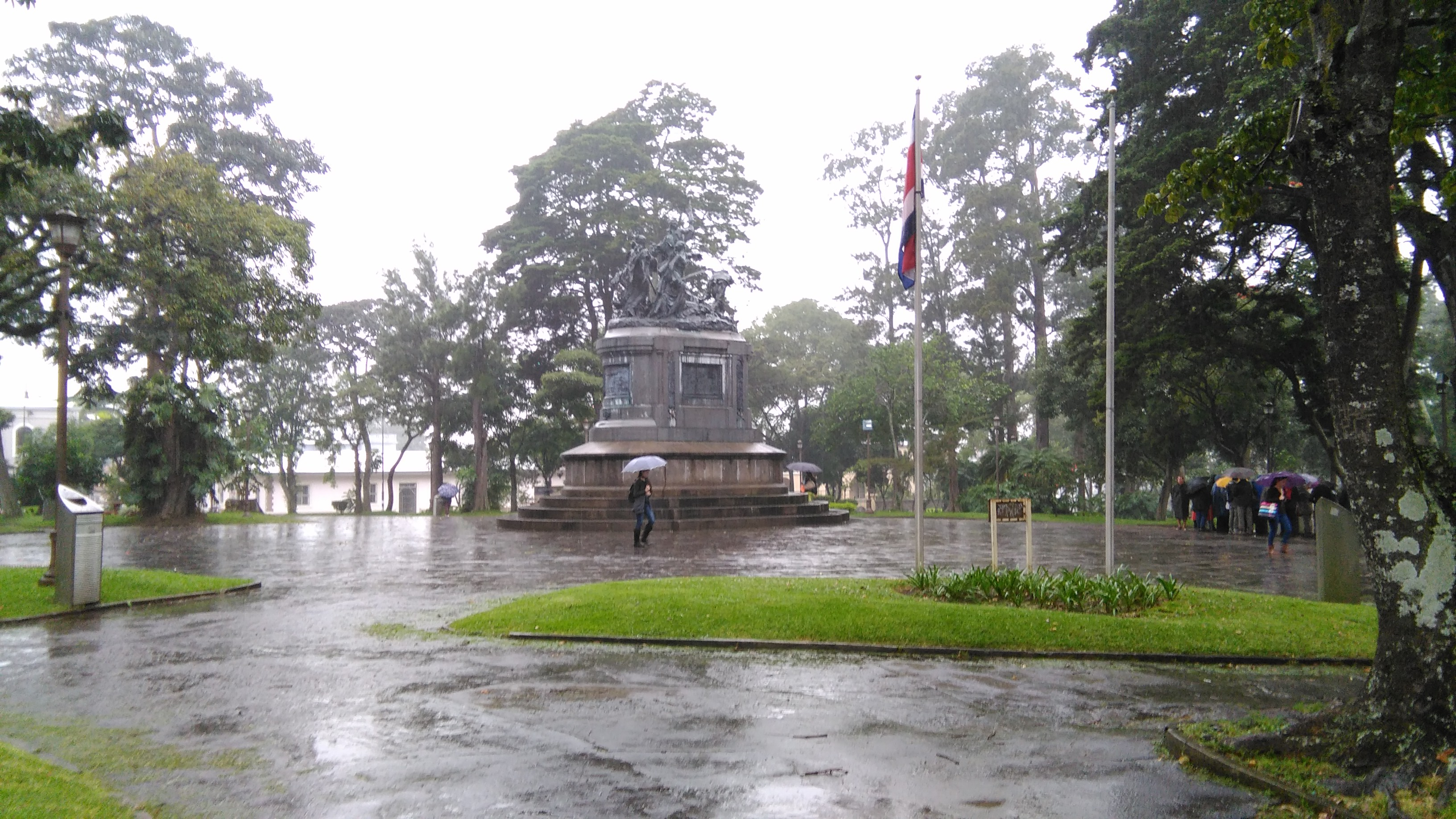
Monumento Nacional de Costa Rica en la ciudad de San José, durante el invierno (o época lluviosa). El Valle Central de Costa Rica, donde se ubica la capital, se caracteriza por un clima templado con verano suave.

Climas de Costa Rica, según Koppen

El clima de Costa Rica se refiere al conjunto de elementos del tiempo atmosférico que definen los heterogéneos rasgos climáticos que presenta el territorio costarricense. En general el país se encuentra en la región del neotrópico, por lo que posee características tropicales, con dos estaciones bien definidas todo el año: la seca (llamada también verano) y la lluviosa (igualmente llamada invierno), además a la mitad de esta última ocurre ocasionalmente un fenómeno llamado Veranillo de San Juan, cuando el clima nuevamente vuelve a ser de estación seca por un periodo de 5 a 6 meses. Eso, en el lado Pacífico del país, mientras que en el lado Caribeño es lluvioso todo el año, casi que sin una época seca definida.
Sin embargo, la topografía del país es extremadamente divergente, con presencia de montañas, valles y llanuras en un territorio bastante pequeño, lo que altera considerablemente todas las características bioclimáticas y florifaunísticas costarricenses, y además genera el particular fenómeno de los microclimas que son distintivos en el paisaje nacional.
De igual manera, debido a su ubicación tropical, la temperatura no sufre variaciones drásticas a lo largo del régimen estacional. Pero, a fin de año y por estar ubicada en el Hemisferio Norte, la nación se ve afectada por los cambios de estación, cuando las temperaturas suelen descender considerablemente por los vientos septentrionales en los lugares más altos y en los valles del país. Asimismo, la duración del día se ve afectada durante los solsticios y equinoccios.
El régimen de precipitaciones se da de manera ocasional en ciertas regiones del país, mientras que se muestra constante en áreas húmedas como el Caribe y Península de Osa. Por otro lado, cada cierto tiempo, presenta algunas disparidades, en su mayor parte como efectos de las alternancias globales denominadas El Niño y La Niña, así como de ondas tropicales y la temporada de huracanes, provocando en algunas regiones sequías (especialmente en la Pampa Guancasteca) y en otras aumentos pronunciados de las precipitaciones con posteriores inundaciones o aludes (casi siempre en las llanuras y litorales). Por otro lado, los vientos varían notablemente su intensidad a lo largo del territorio, al tiempo que permiten el establecimiento de plantas eólicas especialmente en las zonas de mayor elevación.
En Costa Rica, el clima es monitoreado, estudiado y registrado desde hace 130 años por el Instituto Meteorológico Nacional (IMN), adscrito al Ministerio de Ambiente y Energía (MINAE) y localizado en la ciudad de San José.

## Régimen estacional
Debido a su ubicación tropical, Costa Rica posee únicamente dos estaciones bien definidas en casi todo el territorio: la época seca, con menos abundancia de precipitaciones, y la época lluviosa, en la que se da un considerable aumento del régimen de lluvias. Sin embargo, durante los meses invernales del hemisferio norte, la llegada de frentes fríos o la influencia de sus vaguadas prefrontales afectan las zonas del este del Valle Central, el Valle del Guarco, zona norte y el Caribe cuyas temperaturas bajan de 7º a 5º en relación con las medias, y aumentan aún más las lluvias. Mientras que zonas del oeste del Valle Central y todo el Pacífico, esos vientos alejan las lluvias iniciando la época seca y más calurosa y ventosa, el sistema montañoso central del país (cordilleras) impide que las lluvias traídas por los frentes fríos pasen al lado Pacífico.  Ambas tienen una duración de aproximadamente seis meses y presentan, cada cierto tiempo, acusadas disparidades de acuerdo a los fenómenos meteorológicos externos que logren impactar al territorio costarricense.

### Estación seca
A la época seca se le denomina coloquialmente verano, debido a que es su equivalente estacional, en el que se da una reducción considerable de las precipitaciones pero sin aumento de la temperatura pues equivale a los meses más fríos por acción de los frentes fríos y vientos alisios: diciembre a enero, de febrero a abril se elevan mucho las temperatura por la ausencia de esos vientos. Incluso, durante este periodo, las precipitaciones llegan a desaparecer en las regiones más secas, lo que genera a largo plazo problemas de sequía.
La estación seca tiene una duración regular menor a los 6 meses, y ocurre desde principios de diciembre hasta finales de abril. El periodo más caluroso se da en abril-mayo, que presenta menos de 5 días de lluvia, la oscilación de temperatura entre el mes más frío y el mes más cálido ronda entre 2.5º y 3º. Por otro lado, durante el mes de septiembre y octubre se registran las mayores precipitaciones, empujado principalmente por acción de los huracanes y tormentas tropicales.
Caso aparte ocurre en los meses de diciembre y enero que de hecho son meses muy fríos, pero que pertenecen a la época seca porque tienen un régimen de precipitaciones considerablemente reducido, con una temperatura mínima absoluta de 0 °C o menos y al menos 2 días de lluvia.

### Estación lluviosa
De manera similar, a la época lluviosa se le llama invierno, y es una estación con leves descensos en la temperatura y grandes aumentos en el régimen de precipitación y la velocidad del viento, generalmente en todo el territorio nacional. Durante esta época son ocasionales las inundaciones, ocurridas tras los desbordes de ríos y quebradas, que se salen de su cauce por acción de las fuertes lluvias.
La estación lluviosa inicia desde principios de mayo y termina hasta finales de noviembre, por lo que es la estación más larga con una duración regular superior a los 6 meses. Durante este periodo la mayor caída de lluvia ocurre en septiembre con más de 355.1 mm de agua llovida mensual, mientras que entre julio y octubre se registran más de 20 días lluviosos por mes.
Para el mes de noviembre, pese a que no desaparecen del todo las fuertes precipitaciones, comienzan ya a sentirse las condiciones secas decembrinas, pues se da una reducción de los días de lluvia que se limitan a menos de 10 por mes debido al inicio de la época de vientos alisios y frentes fríos, mientras que la temperatura y la cantidad de agua llovida se mantienen regulares.
Finalmente, durante los últimos días del mes de junio en algunas regiones ocurre un particular fenómeno llamado el Veranillo de San Juan, en el que por un corto tiempo las condiciones climáticas vuelven a ser de verano, cesando las constantes precipitaciones y registrando leves aumentos en la temperatura.
En las regiones Caribe y Zona Norte, la época lluviosa está presente todo el año, debido a los vientos alisios provenientes del Mar Caribe, los cuales soplan todo el año. Cuando llega la época lluviosa, se mezcla con las lluvias de estos vientos alisios y aumentan las lluvias en estas dos regiones.

## Regiones climáticas
Los sistemas montañosos de Costa Rica corren longitudinalmente de noroeste a sureste, determinando tres grandes regiones climáticas:

### Región Tropical Húmeda del Atlántico
Incluye las llanuras del norte y el Caribe, la provincia de Limón y la vertiente atlántica de las cordilleras de Guanacaste, Volcánica Central y Talamanca, presenta un clima tropical húmedo, con un alto régimen de precipitaciones de casi los 5.000 mm anuales o más, lluvioso todo el año, sobre todo en las faldas de las cordilleras, con disminución de las lluvias en febrero, marzo y octubre, pero no del todo, y temperaturas que nunca son inferiores a los 22 °C o superiores a 30 °C por la constante nubosidad.

### Región Intermontana Central

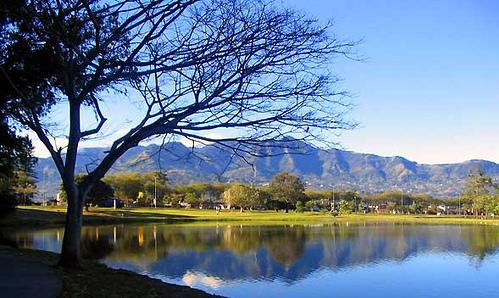
La ciudad de San José, capital del país, se ubica en el Valle Central a 1300 msnm, y presenta condiciones climáticas templadas debido a la altitud y a las brisas que recibe de las costas, con un benigno clima de verano suave que no sobrepasa las medias anuales de 22 °C.

Abarca el Valle Central y las cadenas montañosas del sur. Presenta relieve montañoso con altitud promedio entre 700 y 1200 m s. n. m., registrándose temperaturas cálidas en las partes bajas y frías en las partes altas. En el Valle Central la altitud suaviza los efectos del clima tropical, con temperaturas relativamente benignas, entre los 15 y 26 °C, aunque en los meses de verano suelen ser calurosas ya que fácilmente alcanzan los 31 °C o en ocasiones 35 °C como en los sectores más bajos al oeste en Alajuela, y en las cimas más altas (Volcán Irazú y Cerro Chirripó) puede descender a menos de 0 °C. En la región oriental del Valle Central, llamada Valle del Guarco, el clima es fresco todo el año, con temperaturas que rondan los 12 y 24 °C, durante los meses más fríos las temperaturas bajan entre 7º y 10º en la zona de la ciudad de Cartago. Posee un clima tropical húmedo modificado por la altura, ya que combina el tipo de clima de las faldas del Caribe al este con el clima de las faldas del Pacífico al oeste. Se caracteriza por lluvias moderadas y temperaturas frescas. Mantiene precipitaciones cercanas a los 2000 mm por año, con 128 días con lluvia y un solo mes seco en el sector este, y de hasta 5 meses secos en el oeste. Las temperaturas extremas registradas son de -4 °C (Volcán Irazú) y 40 °C (Orotina) en lecturas oficiales.

### Región Tropical del Pacífico
Es una extensa región que abarca el litoral del océano Pacífico, desde Guanacaste al noroeste, hasta punta Burica al sureste. En esta región es más clara la división entre las dos estaciones, con un clima tropical con estación seca bien definida, con temperaturas máximas de hasta 30 °C en invierno y 38 °C en verano, la época lluviosa en la zona es corta. Esta región posee tres subregiones:
- Pacífico Norte, que incluye la provincia de Guanacaste, los cantones de Esparza y Montes de Oro de la provincia de Puntarenas, y los cantones de Orotina y San Mateo de la provincia de Alajuela, con una temperatura anual que oscila entre 20 y 33 °C en la parte baja, y entre 9 y 11 °C en la parte alta, siendo la zona del Arenal la más fría y húmeda, y con una precipitación anual entre 1 500 y 3 000 mm

- Pacífico Central, que se extiende desde Jacó hasta Parrita, cuya posición geográfica al sureste, con la protección al norte por la cadena montañosa de la Fila Brunqueña, impiden la incursión de vientos alisios, por lo que presenta un clima tropical con un período lluvioso muy severo y largo, y un período seco corto y moderado. Sus temperaturas rondan de 22 °C a 32° y lluvias de hasta 4000 mm anuales

- Pacífico Sur, ubicada al sureste del país desde Quepos hasta la frontera con Panamá, presenta contraste geográficos (extensos valles, la barrera montañosa de la Cordillera de Talamanca al norte, como su influencia oceánica, etc), generan en esta región un régimen de lluvias sumamente contrastado con relación al resto de las regiones de la vertiente, esta heterogeneidad se percibe en un clima en donde el período seco es muy favorable y corto de tan solo un mes, y el lluvioso intenso los restantes 11 meses del año, además, aparecen áreas pequeñas con clima tropical húmedo y lluvias todo el año.

### Subregiones climáticas
Paralelamente, el Instituto Meteorológico Nacional divide a Costa Rica en seis regiones climáticas, de acuerdo a la línea común que mantengan según ciertos criterios y características atmosféricas anuales:

#### Valle Central
Presenta características climáticas templadas de altitud, siendo una de las regiones más frías de América Central, y comprende parte de las provincias de San José, Alajuela, Cartago y Heredia. Las lluvias varían desde los 1500 mm en el sector central a los más de 3000 en las montañas. La época seca va desde diciembre hasta abril, y la lluviosa desde mayo a noviembre. En las zonas más bajas las temperaturas se mantiene entre los 18° y 30 °C y de hasta 35° en la época seca en abril y mayo. En el sector montañoso la temperatura máxima apenas alcanza los 25 °C en los meses de marzo y abril y durante enero y febrero bajan hasta -1 °C en los picos de las cordilleras. En la zona urbana de San José y Cartago las mínimas rondan entre 13 °C y 9 °C, respectivamente, entre diciembre y enero, y las máximas entre 26 °C y 29 °C entre abril y mayo.  La humedad relativa promedio anual es de entre 75%, con mínimas de ca 30% entre febrero y marzo. En las partes montañosas el promedio es del 87%.
| Parámetros climáticos promedio de (Valle Central) | Parámetros climáticos promedio de (Valle Central) | Parámetros climáticos promedio de (Valle Central) | Parámetros climáticos promedio de (Valle Central) | Parámetros climáticos promedio de (Valle Central) | Parámetros climáticos promedio de (Valle Central) | Parámetros climáticos promedio de (Valle Central) | Parámetros climáticos promedio de (Valle Central) | Parámetros climáticos promedio de (Valle Central) | Parámetros climáticos promedio de (Valle Central) | Parámetros climáticos promedio de (Valle Central) | Parámetros climáticos promedio de (Valle Central) | Parámetros climáticos promedio de (Valle Central) | Parámetros climáticos promedio de (Valle Central) |
| Mes                                               | Ene.                                              | Feb.                                              | Mar.                                              | Abr.                                              | May.                                              | Jun.                                              | Jul.                                              | Ago.                                              | Sep.                                              | Oct.                                              | Nov.                                              | Dic.                                              | Anual                                             |
| ------------------------------------------------- | ------------------------------------------------- | ------------------------------------------------- | ------------------------------------------------- | ------------------------------------------------- | ------------------------------------------------- | ------------------------------------------------- | ------------------------------------------------- | ------------------------------------------------- | ------------------------------------------------- | ------------------------------------------------- | ------------------------------------------------- | ------------------------------------------------- | ------------------------------------------------- |
| Temp. máx. abs. (°C)                              | 30                                                | 32                                                | 34                                                | 32                                                | 30                                                | 28                                                | 27                                                | 26                                                | 25                                                | 25                                                | 28                                                | 30                                                | 33                                                |
| Temp. máx. media (°C)                             | 26.0                                              | 26.8                                              | 31.9                                              | 28.4                                              | 27.6                                              | 26.0                                              | 26.9                                              | 25.0                                              | 25.9                                              | 25.5                                              | 24.2                                              | 25.9                                              | 26.7                                              |
| Temp. media (°C)                                  | 21.8                                              | 22.2                                              | 22.8                                              | 23.0                                              | 22.2                                              | 21.7                                              | 22.0                                              | 21.8                                              | 21.3                                              | 21.2                                              | 21.6                                              | 21.8                                              | 22                                                |
| Temp. mín. media (°C)                             | 15.8                                              | 19.0                                              | 21.1                                              | 20.8                                              | 19.0                                              | 17.9                                              | 16.0                                              | 17.8                                              | 18.2                                              | 17.2                                              | 16.6                                              | 15.3                                              | 17.9                                              |
| Temp. mín. abs. (°C)                              | 9                                                 | 10                                                | 10                                                | 11                                                | 12                                                | 13                                                | 12                                                | 13                                                | 13                                                | 12                                                | 11                                                | 9                                                 | 9                                                 |
| Precipitación total (mm)                          | 6.3                                               | 10.2                                              | 13.8                                              | 79.9                                              | 267.6                                             | 280.1                                             | 181.5                                             | 276.9                                             | 355.1                                             | 330.6                                             | 135.5                                             | 33.5                                              | 1971                                              |
| Días de lluvias (≥ 1 mm)                          | 1                                                 | 1                                                 | 2                                                 | 4                                                 | 16                                                | 15                                                | 23                                                | 25                                                | 23                                                | 15                                                | 8                                                 | 2                                                 | 135                                               |
| Horas de sol                                      | 285.2                                             | 266.0                                             | 282.1                                             | 240.0                                             | 175.9                                             | 144.0                                             | 151.9                                             | 158.1                                             | 147.0                                             | 161.2                                             | 177.0                                             | 244.9                                             | 2433.3                                            |
| Fuente n.º 1: HKO                                 |                                                   |                                                   |                                                   |                                                   |                                                   |                                                   |                                                   |                                                   |                                                   |                                                   |                                                   |                                                   |                                                   |
| Fuente n.º 2: Weatherbase.com (rain days)         |                                                   |                                                   |                                                   |                                                   |                                                   |                                                   |                                                   |                                                   |                                                   |                                                   |                                                   |                                                   |                                                   |

#### Pacífico Norte

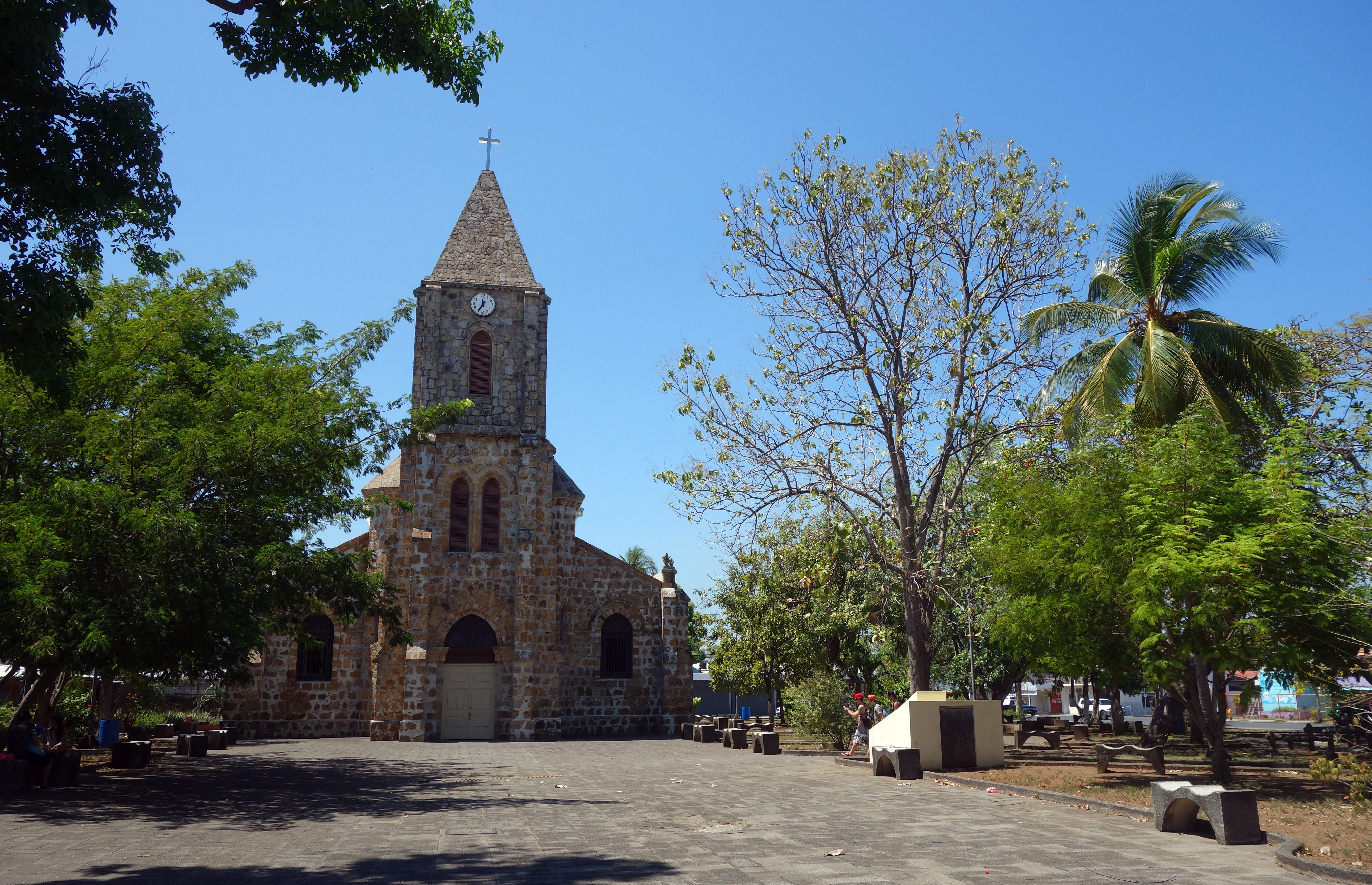
La ciudad de Puntarenas, ubicada en la costa pacífica, presenta temperaturas medias anuales de más de 28°, suavizadas por las brisas oceánicas.

Se da en la provincia de Guanacaste, los cantones de Orotina y San Mateo de la provincia de Alajuela y la parte norte de Puntarenas hasta la desembocadura del río Grande de Tárcoles. Presenta una época lluviosa bien definida desde mayo a noviembre, con los máximos de precipitación en junio, septiembre y octubre. La época seca comprende diciembre a abril, con otro periodo seco en julio, el llamado veranillo de San Juan. La zona montañosa tiene un promedio de precipitaciones de 2000 a 3000 mm anuales. Las zonas más bajas están en torno a 1.500 mm. La temperatura promedio ronda los 27 °C. Los máximos se presentan durante el mes de abril, sobre 38 °C, mientras que las temperaturas mínimas son más probables en los meses que van desde noviembre a marzo, hasta los 17 °C. En las montañas las temperaturas van en descenso y oscilan entre los 23 °C y 15 °C. La humedad relativa oscila entre 60 y 65% en la época seca y entre 80 y 85% en la lluviosa.

#### Región Pacífico Central
La cantidad de precipitación promedio varía entre los 3.624 mm anuales en la costa, 6.664 mm en las altitudes medias y los 2.112 mm de las zonas más altas donde las masas de aire ya llegan secas.

#### Zona Sur
Comprende la parte sur de la provincia de Puntarenas y el Valle del General que es parte del cantón de Pérez Zeledón. La topografía de la región influye mucho en la precipitación promedio anual. En las partes bajas se superan los 4000 mm. En el Valle del General a 1100 m de altitud los promedios apenas alcanzan los 3000 mm anuales, mientras en la península de Osa se registra máximos con más de 5000 mm anuales. La zona costera no presenta el veranillo de San Juan. La época seca se inicia a finales de diciembre y termina alrededor de abril. El mes más lluvioso suele ser octubre y el más seco febrero. Las temperaturas medias anuales fluctúan alrededor de los 26 °C, en la costa, mientras que en las partes más altas se registran valores de hasta 10 °C. La humedad relativa se mantiene sobre el 75%. En julio, octubre y diciembre se dan promedios cercanos al 90%.

#### Zona Norte
En esta área los mínimos de precipitación se dan desde enero hasta abril. Mientras en las llanuras el promedio es de 2.612 mm, en los lugares montañosos es mayor de 3.992 mm. El comportamiento de la temperatura en las montañas es de 17 °C, inferiores a los de las zonas bajas (25 °C). Los meses de abril y mayo son los más cálidos. La humedad relativa media es del 80%, hay un descenso del porcentaje de humedad relativa que coincide con los meses de menos precipitación a inicios del año.

#### Caribe

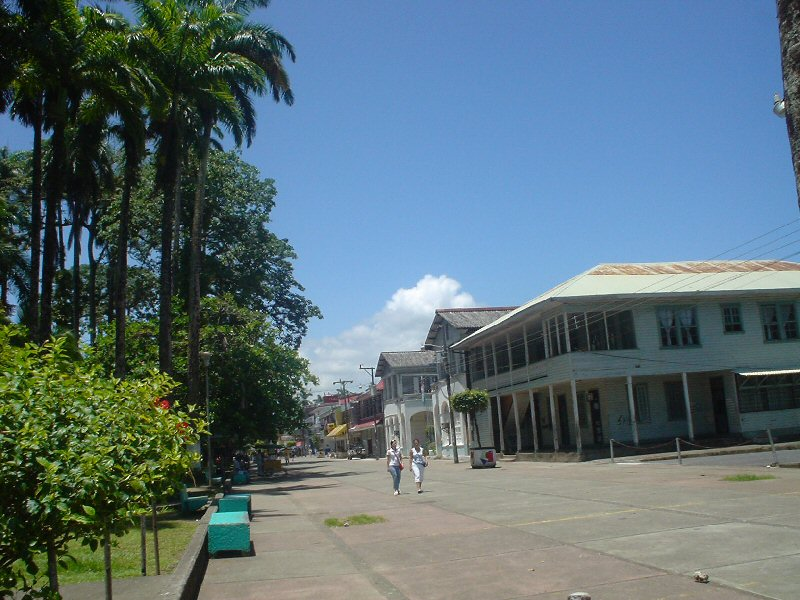
Puerto Limón, ubicado en el Mar Caribe ostenta un importante régimen de precipitaciones anuales, grandes promedios de humedad y una temperatura media superior a los 25° al año.

La región caribeña abarca la provincia de Limón y áreas como Sarapiquí en Heredia o Turrialba en Cartago, es una zona considerablemente lluviosa, a causa de la constante entrada de humedad transportada por el viento alisio desde el Mar Caribe. No existe una estación seca bien definida. En las llanuras y las zonas costeras las precipitaciones medias están en torno a los 3.525 mm y en las montañas sobre los 3.620 mm. En la zona costera se puede definir dos periodos relativamente secos, uno que va desde febrero hasta marzo y otro desde septiembre a octubre. En las partes más altas solo se da entre febrero y marzo. Los meses más lluviosos son julio y diciembre. La temperatura promedio varía a lo largo del año entre los 25 °C y los 27 °C en la costa, con mínimas entre diciembre y febrero (20 °C), y las máximas en mayo (31 °C). En la región montañosa las mínimas alcanzan fácilmente los 16 °C y como promedio las máximas apenas rozan los 28 °C. Es la región más húmeda del país, con promedios que alcanzan valores entre 87% y 90%.

#### Isla del Coco
Es extremadamente lluviosa, unos 7000 mm por año, y está cubierta de un bosque siempre verde, el cual presenta condiciones nubosas óptimas en el Cerro Iglesias, a 634 m de altitud. Se encuentra en el Océano Pacífico a 532 km de Cabo Blanco. Está directamente influenciada por la posición de la zona de convergencia intertropical (ZCIT) y tampoco posee una época seca bien definida.

## Fenómenos meteorológicos
A causa de su ubicación tropical en el Hemisferio Norte el país está constantemente expuesto a ciertos fenómenos meteorológicos, usualmente por estar sometido a gran cantidad de ondas tropicales anuales o a la zona de convergencia intertropical. De esta manera, durante la época más lluviosa son comunes las inundaciones, los aludes y el deslave de los suelos, así como la ocurrencia de temporales y fuertes precipitaciones anormales.
Por otro lado, el territorio también es afectado anualmente por la temporada de huracanes, cuya mayor incidencia en tiempos históricos fue por el huracán Fifi-Orlene (1974), huracán Juana (1985), huracán Cesar-Douglas (1996), huracán Mitch (1998), la tormenta tropical Alma (2008), huracán Tomás (2010),, huracán Otto (2016) y tormenta tropical Nate (2017) y huracán Eta (2020).

## Clima y folclor costarricense
Existen varias costumbres y actividades folclóricas tradicionales alrededor del estado del tiempo, así como nombres particulares para diferentes eventos meteorológicos dependiendo de la fecha en las que ocurren con respecto a cada año:
- Enero: Las pintas, es una actividad que ocurre del 1 al 12 de enero, cuando es tradición de la población costarricense tomar nota del estado del tiempo de cada día como pronóstico del mes correspondiente (1 para enero, 2 para febrero, ...) del año en curso.[12] En otros países este modelo predictivo tradicional se llama cabañuelas.
- Febrero: Las cabañuelas, lluvias que ocurren usualmente en la segunda quincena de febrero, mes de la estación seca.[12] No debe confundirse con las cabañuelas de otros países que corresponde a las pintas costarricenses.
- Marzo: Los aguaceros de los cafetaleros, o de los caficultores, son lluvias repentinas que ocurren durante el mes de marzo, usualmente durante la segunda quincena de ese mes, en medio de la estación seca. El nombre se debe a que la lluvia estimula la floración de las plantas de los sembradíos de café.[13][14][15][12]
- Abril: Las lluvias locas, aguaceros ocasionales justo antes del período de transición de estación seca a lluviosa.[10][11]
- Junio: El veranillo de San Juan se da cerca del 24 de junio, que corresponde a varios días con escasez de lluvia, en medio de la estación lluviosa.[12]
- Julio y agosto: Las canículas ocurren al final de julio (primera canícula) y principio de agosto (segunda canícula), que corresponden a días secos durante la estación lluviosa.[12][10]
- Septiembre y octubre: El cordonazo de San Francisco, que ocurre cerca del 4 de octubre, es cómo se le llama a las tormentas eléctricas intensas alrededor de esta fecha.[12]  Se dan también los temporales del Pacífico, con cielo nublado en la costa Pacífica.[11]
- Noviembre: A partir de finales de octubre e inicios de noviembre se dice que se rompen los nortes, cómo se refiere al final de la estación lluviosa y a fuertes vientos de los frentes fríos.[10][11] También se dan a partir de este mes y hasta enero los temporales del Atlántico, correspondiente a intensas lluvias en el litoral Caribe.[11]
- Diciembre: Las lágrimas de María, si ocurren alrededor y antes del 24 de diciembre, o aguas del Niño si ocurren en esta fecha o después, son lluvias que ocurren en el período de transición de la estación lluviosa a seca.[12]

## Biomas climáticos

Paisajes bioclimáticos de Costa Rica
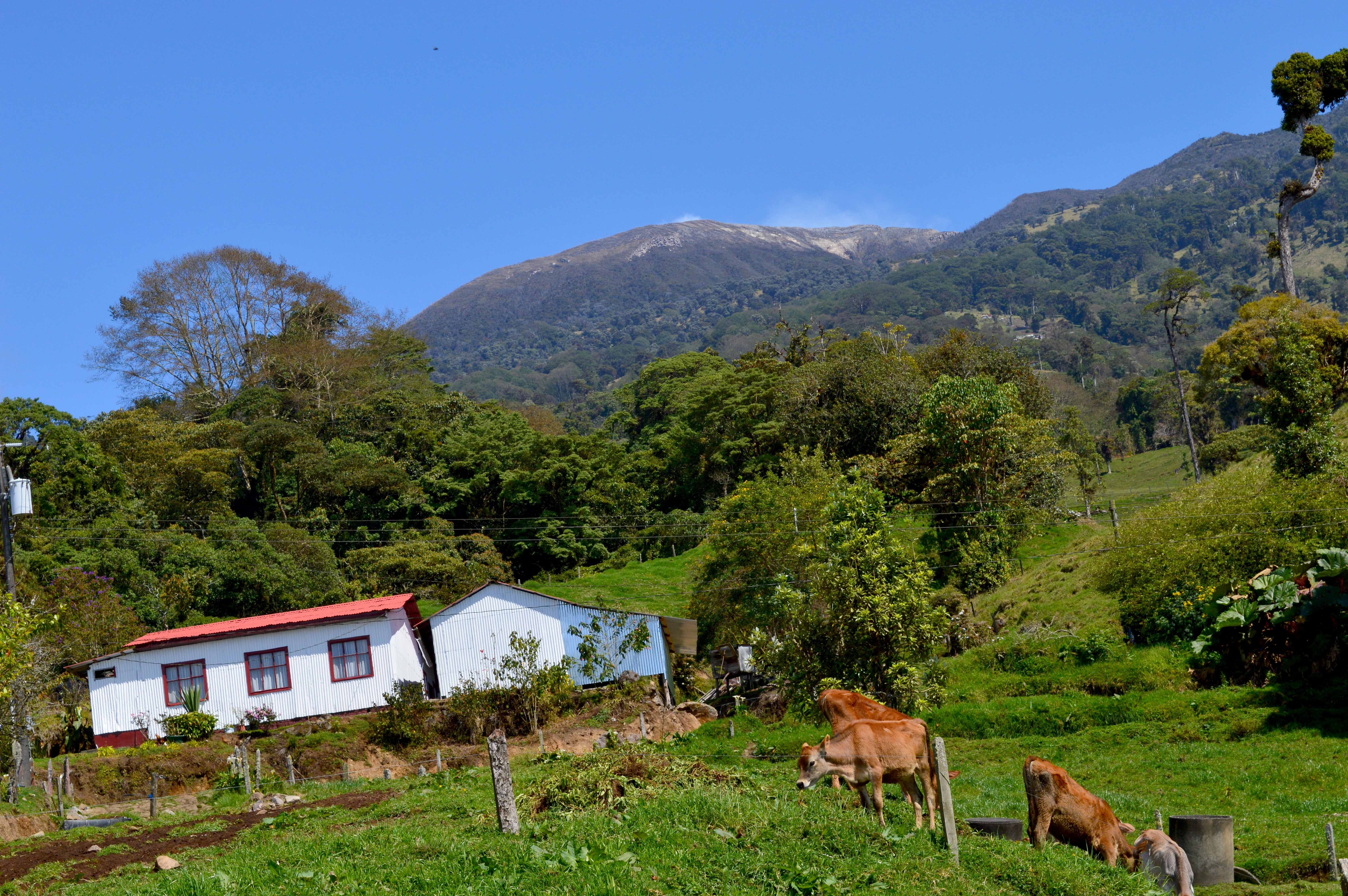
Clima templado de invierno seco y verano templado  Cwb Volcán Turrialba
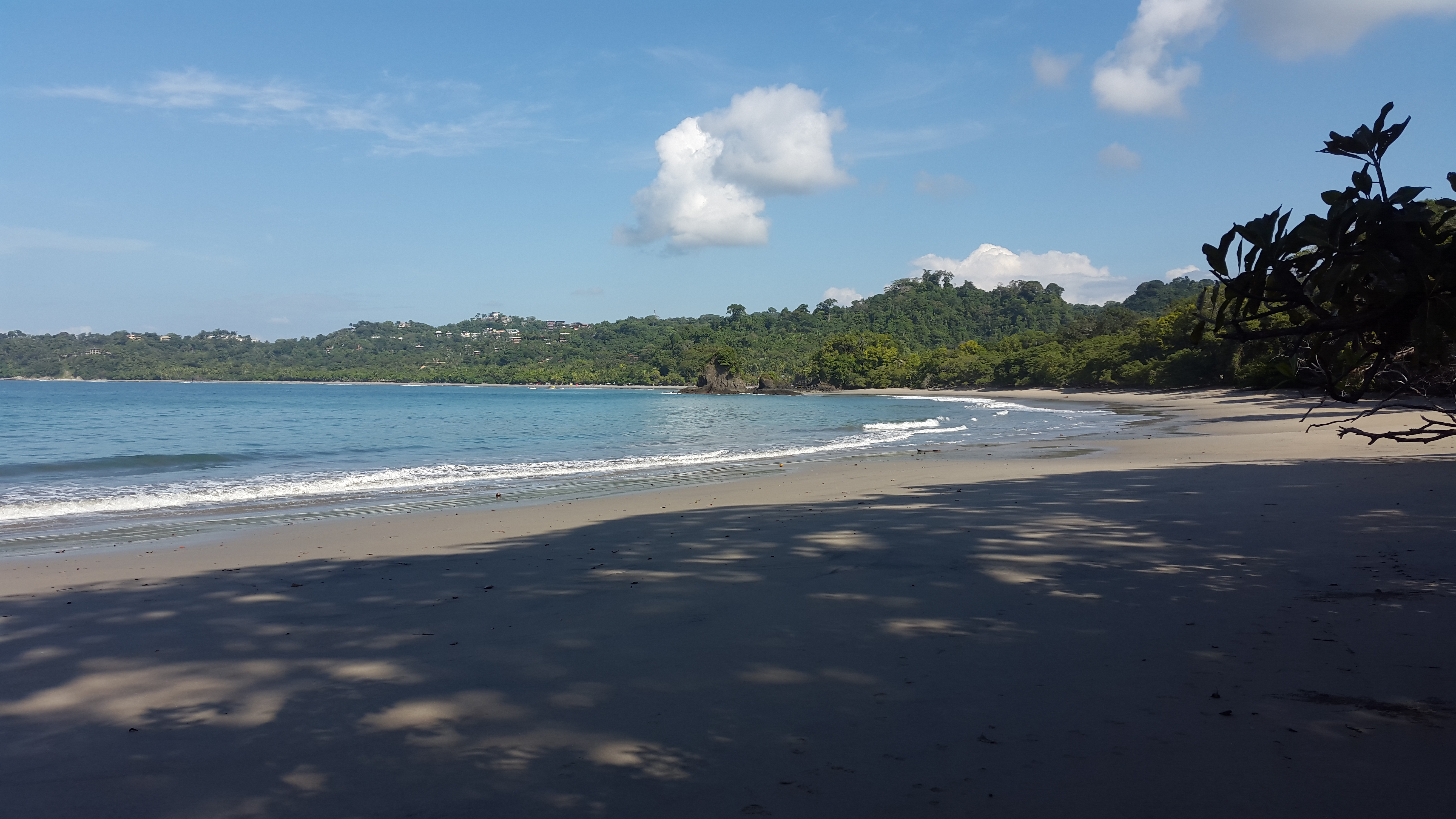
Clima tropical de sabana   Aw Manuel Antonio
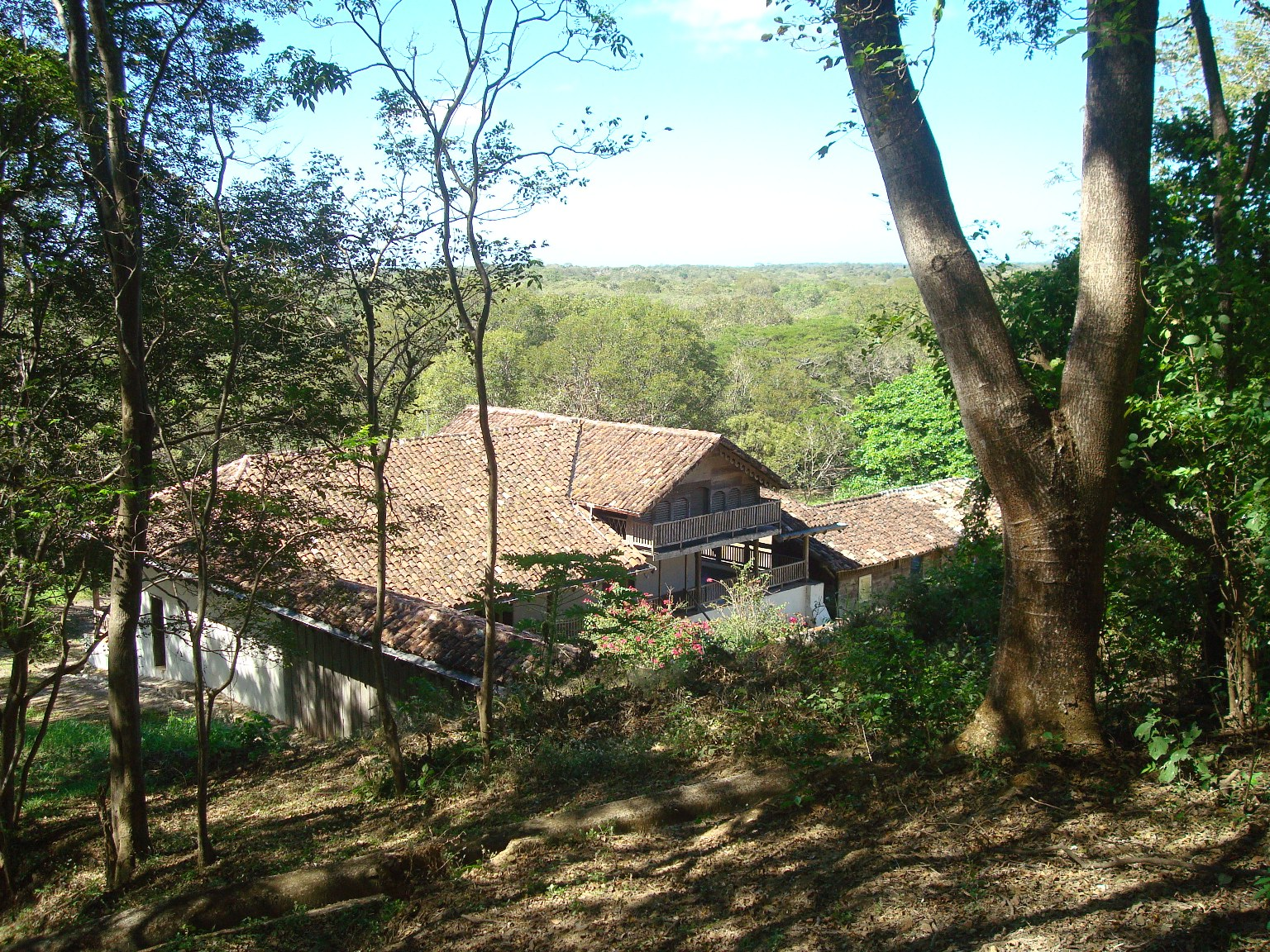
Bosque tropical seco Santa Rosa
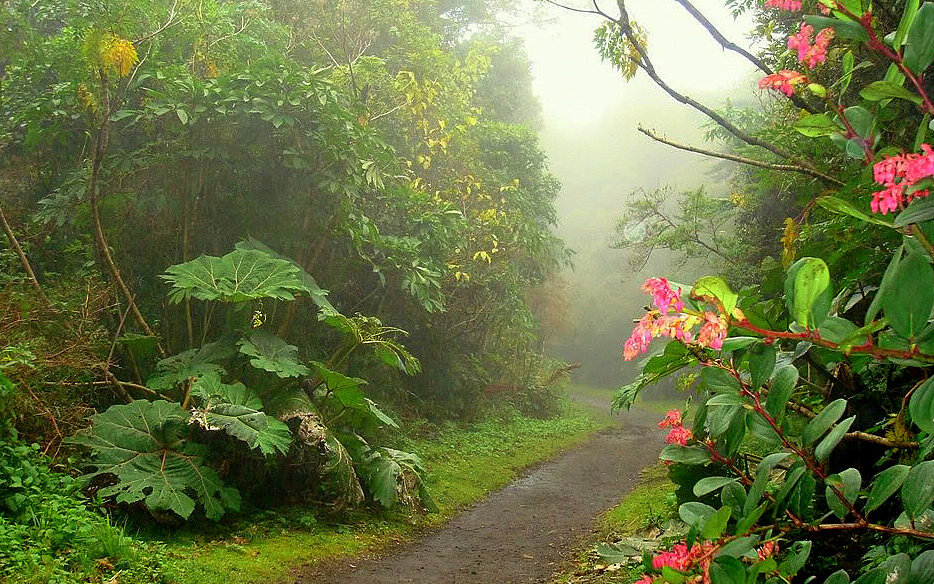
Bosque húmedo montano y premontano Braulio Carrillo
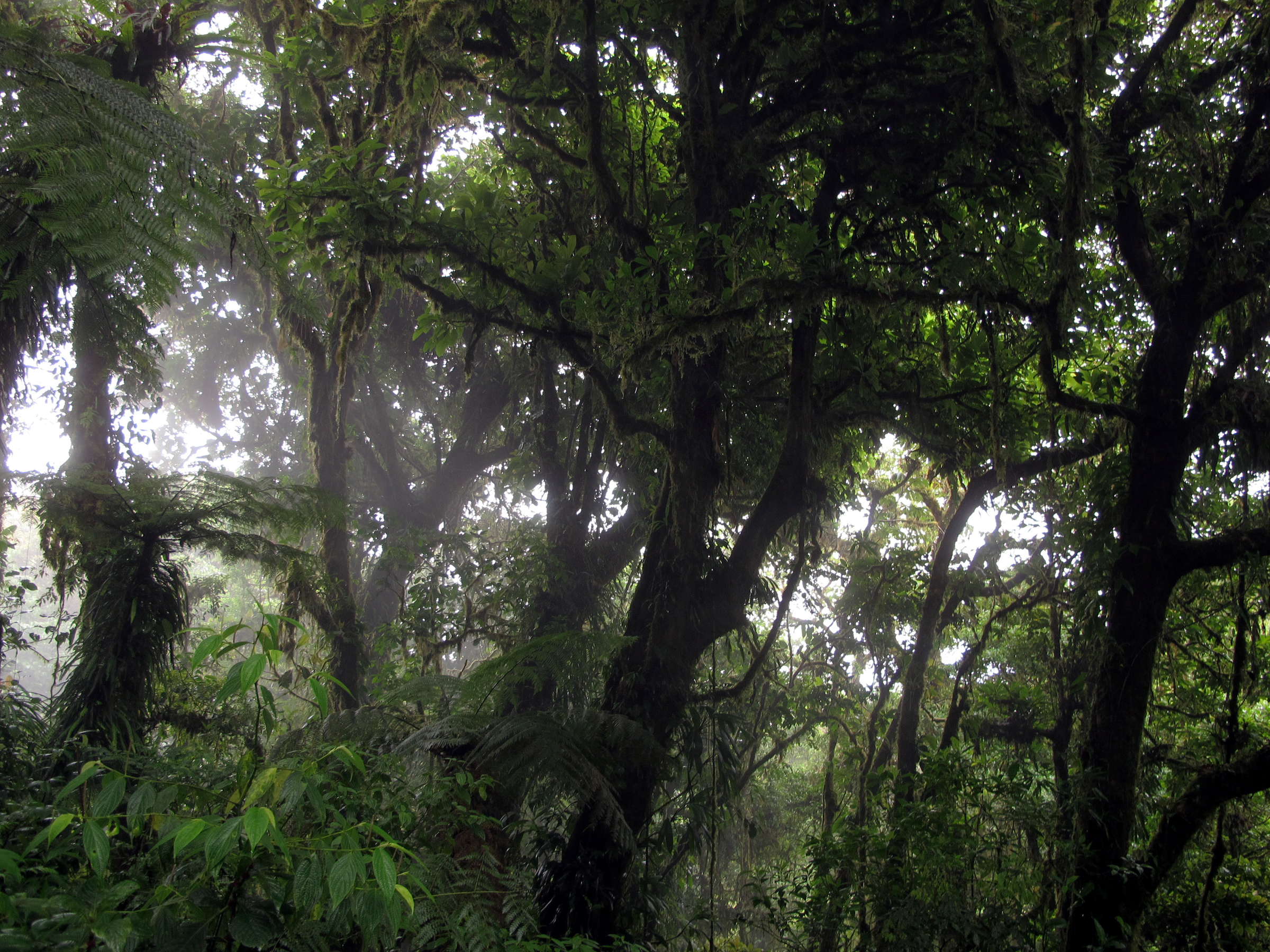
Bosque nuboso Monteverde
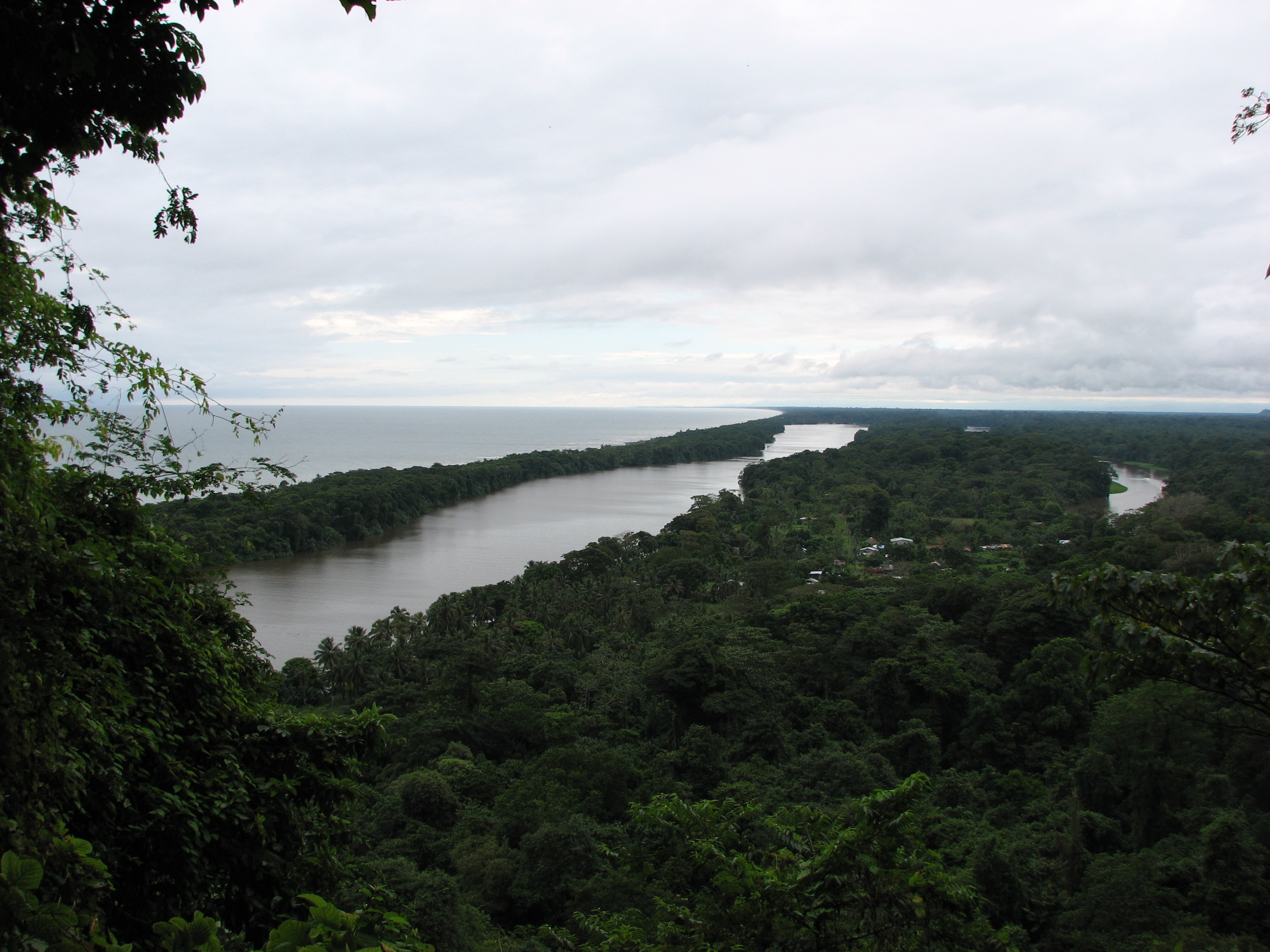
Bosque húmedo tropical Tortuguero
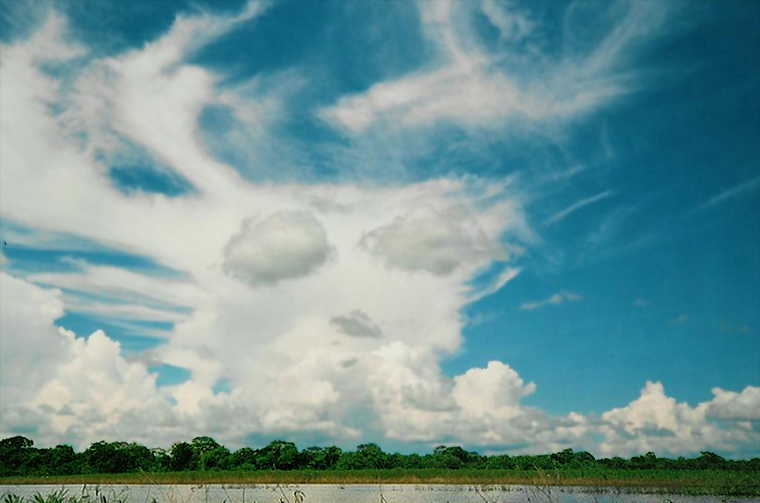
Humedal Caño negro
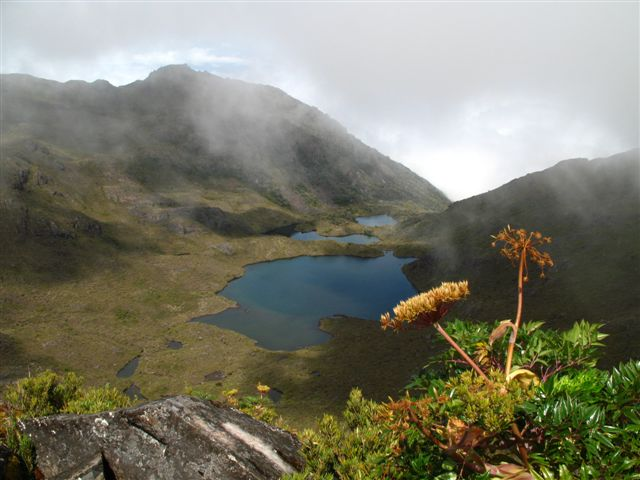
Páramo Cerro Chirripó
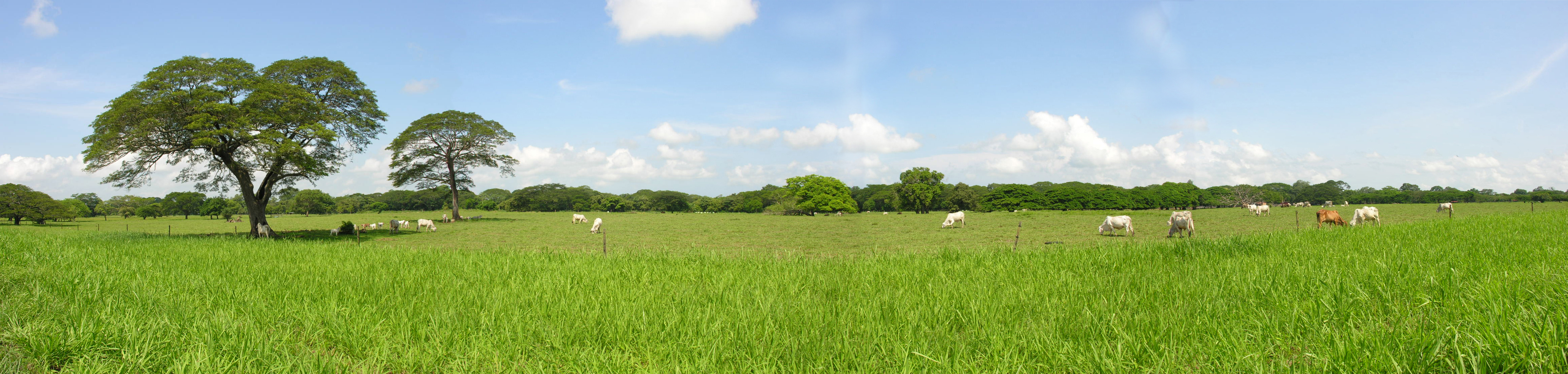
Clima tropical seco Pampa de Guanacaste